# Radostynia (gmina w rejencji opolskiej)
Radostynia (niem. Amtsbezirk Radstein) – zbiorowa gmina wiejska (Amtsbezirk) w powiecie prudnickim, rejencji opolskiej. Funkcjonowała w latach 1874–1945 w Rzeszy Niemieckiej. Siedzibą gminy była Radostynia (Radstein).
Gminę Radostynia utworzono 1 maja 1874 na obszarze powiatu prudnickiego. Powstała z obszaru gromad Radostynia, Ligota Bialska (Ellguth), Górka Prudnicka (Ernestinenberg) i Mokra (Mokrau) oraz dwóch majątków ziemskich. Pierwszym administratorem okręgu został Eduard Heller zamieszkały w Radostyni.
1 kwietnia 1938 do gminy Radostynia przyłączono gromady Otoki (Auenwalde) i Grabina (Gershain) z gminy Zülz-Land. Gromada Mokra została włączona do gminy Łącznik. 1 stycznia 1945 gmina Radostynia obejmowała gromady: Otoki, Ligota Bialska, Górka Prudnicka, Grabina i Radostynia.
Jednostka przetrwała do 1945 roku. Po II wojnie światowej została zniesiona. Władze polskie nie odtworzyły gminy w reaktywowanym powiecie prudnickim.